# Lorton
Lorton település az Amerikai Egyesült Államok Virginia államában, Fairfax megyében. Lakosainak száma 20 072 fő (2020. április 1.).

## Közlekedés
A településről az Amtrak naponta indít autószállító vonatot a Florida állambeli Sanford városba Auto Train néven.

## Népesség
| Lakosok száma | 17 786 | 18 610 | 20 072 |
|               | 2000   | 2010   | 2020   |